# Windmühle Lüdingworth

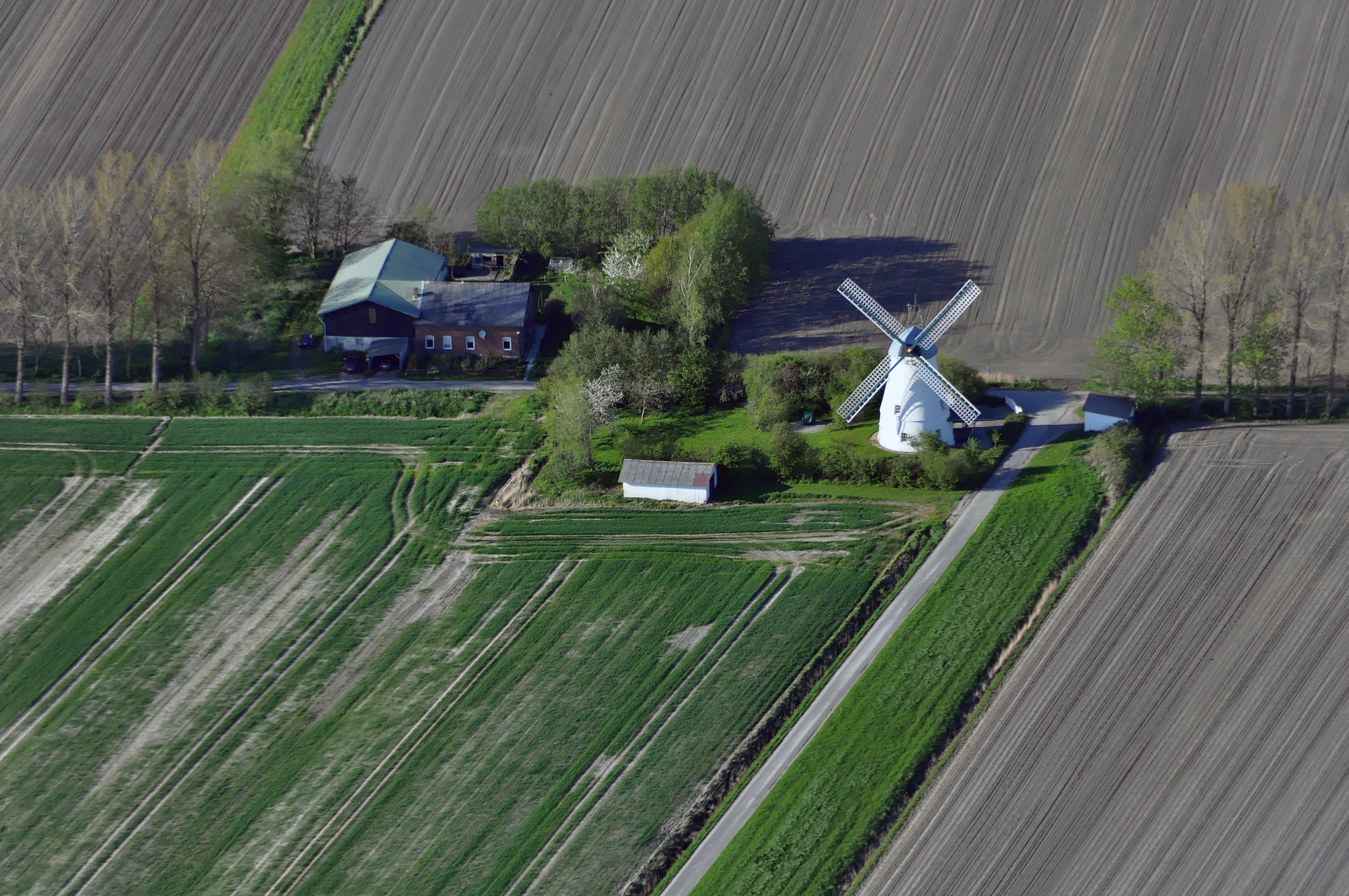
Luftbild der Windmühle

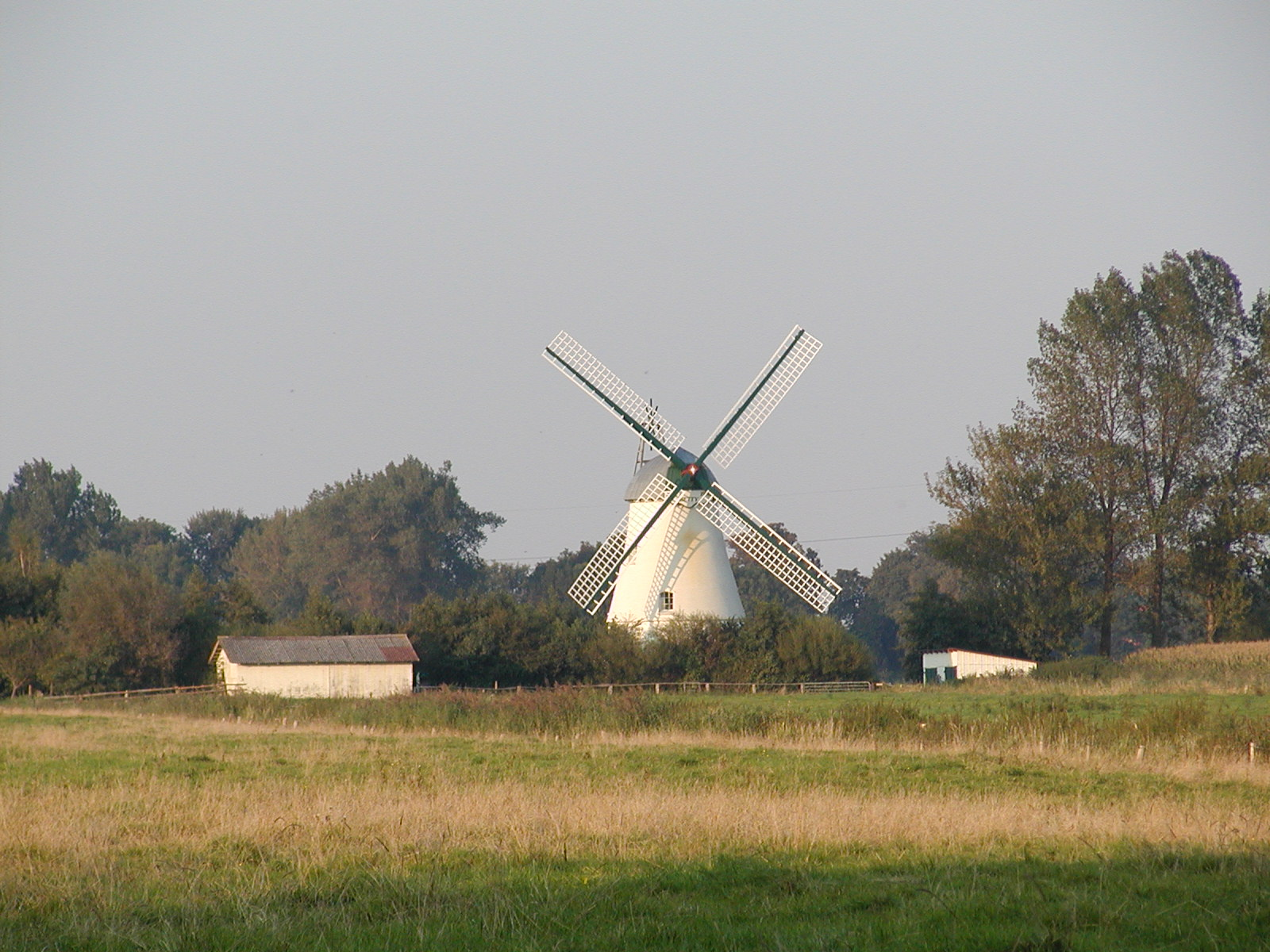
Die Windmühle 2005

Die Windmühle Lüdingworth in Cuxhaven-Lüdingworth, Scheidungsweg 8, steht unter niedersächsischem Denkmalschutz und ist in der Liste der Baudenkmale der Außenbezirke der Stadt Cuxhaven enthalten.

## Geschichte
Als Bullenmühle wurde eine Bockmühle 1563 erwähnt als Johann Bulle sie kaufte. Diese Mühle wurde 1901 durch einen Sturm zerstört.
1902 erfolgt hier der Bau einer kleinen Turmwindmühle bzw. Erdholländermühle mit einem zylindrischen, turmartigen Mühlenhaus aus verputztem Stein und der drehbaren Haube mit Windrose sowie einem Mahl- und Schrotgang. Im Gegensatz zu den übrigen Windmühlen besitzt sie jedoch keine Galerie. Steffens Mühle hieß sie seit 1925 nach dem Kauf von Müller Georg Steffens. 1927 erhielt sie einen Dieselmotor. Sie hatte zuerst Jalousieflügel, die nach Sturmschäden durch leichtere Segelgatterflügel ersetzt wurden. Bis 1960 mahlte sie noch durch Windkraft. Bis 1989 arbeitete Müller Haase mit einem Elektromotor.
Die stillgelegte Mühle verfiel danach. In dem 1994 sanierten Gebäude wurde eine Ferienwohnung eingebaut und Teile der Mühleneinrichtung entfernt. Das von der Familie Pauly erworbene Haus erhielt nun den Namen Windmühle Betty nach dem Vornamen Bettina der Ehefrau. Heute (2020) befindet sich hier ein Urlaubsdomizil.
Sie ist ein Teil der Niedersächsischen Mühlenstraße.